# Calyptomerus oblongulus
Calyptomerus oblongulus är en skalbaggsart som beskrevs av Mannerheim 1853. Calyptomerus oblongulus ingår i släktet Calyptomerus och familjen dvärgkulbaggar. Inga underarter finns listade i Catalogue of Life.